# Księginki (Śrem)
Pour les articles homonymes, voir Księginki.
Księginki (prononciation : [kɕenˈɡinki], en allemand : Buchdorf) est un village polonais de la gmina de Dolsk dans le powiat de Śrem de la voïvodie de Grande-Pologne dans le centre-ouest de la Pologne.
Il se situe à environ 3 kilomètres au sud-est de Dolsk (siège de la gmina), à 14 kilomètres au sud de Śrem (siège du powiat) et à 50 kilomètres au sud de Poznań (capitale régionale).

## Histoire
De 1815 à 1919, Xienginki fait partie de l'arrondissement de Schrimm dans le district de Posen au sein de la province de Posnanie.
De 1975 à 1998, le village faisait partie du territoire de la voïvodie de Poznań.

Depuis 1999, Księginki est situé dans la voïvodie de Grande-Pologne.
Le village possède une population de 300 habitants.